# Lecco Calcio 1991-1992
Questa pagina raccoglie le informazioni riguardanti il Lecco Calcio nelle competizioni ufficiali della stagione 1991-1992.

## Stagione
Nella stagione 1991-1992 il Lecco ha disputato il girone A del campionato di Serie C2, piazzandosi in ottava posizione di classifica con 39 punti. Il torneo è stato vinto dal Ravenna con 50 punti davanti al Leffe con 47 punti, entrambe promosse in Serie C1. A Lecco quarta e ultima stagione con la presidenza di Sergio Pagani. Ad allenare i celesteblù confermato Luciano Zecchini che resta in carica fino a fine novembre, infatti dopo sette partite senza vittorie, viene rilevato da Titta Rota che non risolleva del tutto i destini del Lecco. A complicare la situazione, la riforma della Serie C, che prevede cinque squadre retrocesse o comunque agli spareggi con pericolanti degli altri gironi per ottenere la salvezza, i lariani celesteblù comunque si salvano senza troppi patemi, mantenendosi nel calcio professionistico. Nella Coppa Italia il Lecco vince e supera il primo turno nel raggruppamento C, davanti alla Pro Sesto, poi nei sedicesimi di finale, viene superato nel doppio confronto dal Monza.

## Rosa
| N. |                   | Ruolo | Calciatore           |
| -- | ----------------- | ----- | -------------------- |
|    | Italia (bandiera) | P     | Ruggero Aiani        |
|    | Italia (bandiera) | P     | Nereo Bonato         |
|    | Italia (bandiera) | D     | Mauro Borghetti      |
|    | Italia (bandiera) | C     | Mario Bracco         |
|    | Italia (bandiera) | D     | Ivan Brambilla       |
|    | Italia (bandiera) | C     | Francesco Capelletti |
|    | Italia (bandiera) | C     | Vincenzo Collina     |
|    | Italia (bandiera) | A     | Massimiliano Covelli |
|    | Italia (bandiera) | C     | Pino D'Angelo        |
|    | Italia (bandiera) | C     | Domenico De Santis   |
|    | Italia (bandiera) | C     | Michele Gioia        |

| N. |                   | Ruolo | Calciatore           |
| -- | ----------------- | ----- | -------------------- |
|    | Italia (bandiera) | A     | Maurizio Lucchetti   |
|    | Italia (bandiera) | D     | Lorenzo Marconi      |
|    | Italia (bandiera) | A     | Davide Menegola      |
|    | Italia (bandiera) | D     | Roberto Motterlini   |
|    | Italia (bandiera) | C     | Stefano Perin        |
|    | Italia (bandiera) | C     | Francesco Raggi      |
|    | Italia (bandiera) | C     | Gian Marco Remondina |
|    | Italia (bandiera) | C     | Carlo Rossi          |
|    | Italia (bandiera) | D     | Damiano Sironi       |
|    | Italia (bandiera) | A     | Mauro Viviani        |
|    | Italia (bandiera) | D     | Luigi Zubiani        |

## Risultati

### Campionato

#### Girone di andata
| Arbitro: | Pellegatta (Collegno) |

|                              |           |  |
| Rusconi 48’, 79’ Olivari 68’ | Marcatori |  |

| Arbitro: | Pola (Rovereto) |

|  |           |                    |
|  | Marcatori | 81’ (rig.) Pompini |

| Arbitro: | Anselmo (Asti) |

|             |           |  |
| Viviani 24’ | Marcatori |  |

| Arbitro: | Senzacqua (Ascoli Piceno) |

|  |           |                       |
|  | Marcatori | 52’ (aut.) Marcolongo |

| Arbitro: | Scotton (Bassano del Grappa) |

|             |           |            |
| Covelli 84’ | Marcatori | 5’ E. Sala |

| Arbitro: | Cavanna (Roma) |

|                              |           |  |
| Cavicchia 22’ Marcellino 49’ | Marcatori |  |

| Arbitro: | Pin (Conegliano Veneto) |

|           |           |                |
| Gioia 88’ | Marcatori | 11’ Tallandini |

| Cento 27 ottobre 1991 8ª giornata | Centese            | 0 – 0 | Lecco | Stadio Loris Bulgarelli\| Arbitro: \| Gambino (Barletta) \| |
| Arbitro:                          | Gambino (Barletta) |       |       |                                                             |

| Arbitro: | Zuccolini (Reggio Emilia) |

|                    |           |             |
| D'Angelo 2’ (rig.) | Marcatori | 15’ Girelli |

| Arbitro: | Genovese (Avellino) |

|               |           |  |
| Antonioli 73’ | Marcatori |  |

| Arbitro: | Coppola (Firenze) |

|             |           |              |
| Viviani 69’ | Marcatori | 34’ Balesini |

| Arbitro: | Bonfrisco (Monza) |

|                       |           |  |
| Raggi 68’ Viviani 87’ | Marcatori |  |

| Arbitro: | De Prisco (Nocera Inferiore) |

|                     |           |            |
| Mantelli 11’ (rig.) | Marcatori | 87’ Sironi |

| Arbitro: | Marchese (Napoli) |

|           |           |  |
| Raggi 54’ | Marcatori |  |

| Arbitro: | Rigutto (Maniago) |

|             |           |               |
| Vignola 37’ | Marcatori | 61’ Lucchetti |

| Arbitro: | Cicogna (San Donà di Piave) |

|  |           |               |
|  | Marcatori | 61’ Foglietti |

| Arbitro: | Cosi (Firenze) |

|              |           |  |
| Trentini 13’ | Marcatori |  |

| Arbitro: | Russo (Pescara) |

|               |           |  |
| Lucchetti 31’ | Marcatori |  |

| Arbitro: | Cirotti (Roma) |

|              |           |  |
| Sapienza 93’ | Marcatori |  |

#### Girone di ritorno
| Arbitro: | Scarfò (Reggio Calabria) |

|                                       |           |  |
| Perin 32’ Lucchetti 49’ Remondina 87’ | Marcatori |  |

| Arbitro: | Costa (Treviso) |

|             |           |             |
| Pompini 22’ | Marcatori | 77’ Covelli |

| Olbia 23 febbraio 1992 22ª giornata | Olbia        | 0 – 0 | Lecco | Stadio Bruno Nespoli\| Arbitro: \| Saraz (Roma) \| |
| Arbitro:                            | Saraz (Roma) |       |       |                                                    |

| Arbitro: | Longo (Paola) |

|                     |           |  |
| C. Rossi 55’ (rig.) | Marcatori |  |

| Varese 8 marzo 1992 24ª giornata | Varese         | 0 – 0 | Lecco | Stadio Franco Ossola\| Arbitro: \| Rossi (Rovigo) \| |
| Arbitro:                         | Rossi (Rovigo) |       |       |                                                      |

| Arbitro: | Paterna (Teramo) |

|           |           |  |
| Raggi 51’ | Marcatori |  |

| Arbitro: | Ambrosio (Como) |

|                           |           |                            |
| Tallandini 30’ Caruso 34’ | Marcatori | 48’ C. Rossi 62’ Lucchetti |

| Arbitro: | Piantoni (Terni) |

|  |           |               |
|  | Marcatori | 56’ Gubellini |

| Aosta 5 aprile 1992 28ª giornata | Aosta                | 0 – 0 | Lecco | Stadio Mario Puchoz\| Arbitro: \| Calabrese (Avezzano) \| |
| Arbitro:                         | Calabrese (Avezzano) |       |       |                                                           |

| Arbitro: | Montesano (Napoli) |

|             |           |                  |
| Viviani 41’ | Marcatori | 78’ Belardinelli |

| Arbitro: | Rizzo (Catania) |

|                                          |           |  |
| Maffioletti 15’ Bonazzi 67’ Balesini 91’ | Marcatori |  |

| Arbitro: | Gambino (Barletta) |

|  |           |                         |
|  | Marcatori | 47’ Raggi 79’ Lucchetti |

| Arbitro: | Casaluci (Lecce) |

|               |           |  |
| Remondina 88’ | Marcatori |  |

| Valdagno 17 maggio 1992 33ª giornata | Valdagno          | 0 – 0 | Lecco | Stadio dei Fiori\| Arbitro: \| Moretti (Cosenza) \| |
| Arbitro:                             | Moretti (Cosenza) |       |       |                                                     |

| Arbitro: | D. Messina (Bergamo) |

|             |           |              |
| Covelli 21’ | Marcatori | 56’ Cozzella |

| Arbitro: | Bancale (Latina) |

|                         |           |                           |
| Calamita 8’ (rig.), 85’ | Marcatori | 70’ Collina 92’ Brambilla |

| Arbitro: | Patessio (Pordenone) |

|                         |           |                           |
| Lucchetti 69’ Raggi 80’ | Marcatori | 26’ Tirapelle 67’ Tibaldo |

| Arbitro: | Vasquez (Lecce) |

|              |           |  |
| Pingitore 6’ | Marcatori |  |

| Arbitro: | M. Messina (Monza) |

|                                     |           |                           |
| Collina 3’ Viviani 25’ C. Rossi 47’ | Marcatori | 4’ Verdicchio 49’ Lavelli |

## Coppa Italia
| Arbitro: | Calvi (Milano) |

|              |           |                           |
| Tedeschi 22’ | Marcatori | 4’ Viviani 38’ Capelletti |

| 21 agosto 1991 2ª giornata |  | – Turno di riposo Lecco |  |  |

| Arbitro: | Curotti (Piacenza) |

|                     |           |  |
| D'Angelo 36’ (rig.) | Marcatori |  |

| Arbitro: | D. Messina (Bergamo) |

|                               |           |  |
| Porfido 19’, 31’ Mandotti 79’ | Marcatori |  |

| Arbitro: | Gregori (Piacenza) |

|             |           |  |
| Marconi 47’ | Marcatori |  |

### Sedicesimi
| Monza 21 novembre 1991 Andata | Monza          | 0 – 0 | Lecco | Stadio Brianteo\| Arbitro: \| Baudo (Torino) \| |
| Arbitro:                      | Baudo (Torino) |       |       |                                                 |

| Arbitro: | Ambrosio (Como) |

|                     |           |                     |
| D'Angelo 17’ (rig.) | Marcatori | 48’, 65’ F. Turrini |